# فضاء سردي
مفهوم الفضاء السردي من المفاهيم التي نشأت حديثًا عن دراسات النقاد الشكلانيين والبنائيين، والنظريات البنيوية التي تحصر دراسات الأدب على بنائية النص بمعزل عن كل سياق خارجي له؛ كحياة الكاتب والسياق الاجتماعي والثقافي والسياسي له، يفيد مفهوم الفضاء الأبعاد المكانية في النص السردي، إذ أن كل الأحداث والشخصيات لابد لها من فضاء تتحرك فيه، ومكان تجري فيه أحداث السرد ووقائعه وتتشكل عبره أبعاد الشخصيات الروائية، لا يقتصر تعريف الفضاء السردي على تصور واحد، بل يأتي بأكثر من تصور في بنية النص السردي وكل شكل يؤدي أكثر من وظيفة جمالية، مثل الفضاء المكاني، الفضاء النصي، الفضاء الدلالي، الفضاء كمنظور أو رؤية.

## فضاءات السرد

### الفضاء المكاني
هو الحيز المكاني الذي يتحرك في داخله الأبطال سواء في الرواية أو الحكي عامة، ويسمى عادةً الفضاء الجغرافي لأن الكاتب يقدم إشارات جغرافية للمكان الذي تدور فيه أحداث روايته كأسماء المدن والبلدان، وهي إحالة خارج نصيّة منها تتشكل رؤية القارئ وتتحرك مخيلته.

### الفضاء النصي
هو حيز مكاني غير أنه يختص بالحيز الذي تشغله الكتابة النصية كونها أحرفًا طباعية تكتب على مساحة من الورق، ويشمل على تصميم الغلاف وعتبات النص، ونوعية الخط، وتنظيم الفصول، وتشكيل العناوين، والمسافات بين الفقرات أو المتواليات السردية، وعدد الصفحات وحدودها.

### الفضاء الدلالي
وهو ما تخلقه في القارئ لغة السرد أو الحكاية؛ من حيث ما تربطه بها الدلالات المجازية والرموز والإشارات في النص، أو بمعنى آخر هو الصورة في الحكي.

### الفضاء كمنظور أو رؤية
وهو الفضاء الذي تفرضه وجهة نظر المؤلف من خلال الخطاب العام في السرد، أو الحركة الخفية التي يديرها من خلال الأبطال الذين يتحركون في داخل عالم السرد.